# Dan O'Neill
Pour les articles homonymes, voir O'Neill.
 (octobre 2018).
Si vous disposez d'ouvrages ou d'articles de référence ou si vous connaissez des sites web de qualité traitant du thème abordé ici, merci de compléter l'article en donnant les références utiles à sa vérifiabilité et en les liant à la section « Notes et références ».
Dan O'Neill, né le 21 avril 1942, est un auteur de comics américain underground. Il est l'auteur de la série de comic strip Odd Bodkins, et a participé à des comics underground comme Air Pirates, aux États-Unis dans les années 1960.
Il vit à Nevada City, en Californie, où il est directeur d'une mine d'or et continue de dessiner des planches de Odd Bodkins.

## Œuvres principales

### Odd Bodkins
Littéralement, odd botkins se traduit en français par « étrange passe-lacet ». Ce comic strip démarre en 1964 dans le San Francisco Chronicle alors qu'O'Neill a 21 ans. Il raconte l'histoire de Hugh et Fred l'oiseau. O'Neill y introduit des éléments de sa propre vie et ses critiques sur les contrecultures des années 60. Il y est aussi assez fréquemment question de space cakes. Certains lecteurs virent dans ces représentations de gâteaux cannabisques une anticipation des cookies informatique. Toujours est-il que O'Neill lui-même considère maintenant ainsi ses planches de l'époque: « J'avais un trait vraiment faible. Soit ça, soit paralysé ».
Plusieurs associations conservatrices protestaient contre le strip devant les bureaux du journal. Comme Odd Bodkins était politiquement incorrect, O'Neill eu peur que le Chronicle le licencie pour prendre un artiste plus consensuel, tout en gardant le copyright sur ce qu'il avait déjà fait.
O'Neill se lança alors dans une tactique tordue pour retrouver du pouvoir sur ses images, paradoxalement en y introduisant 28 personnages propriétés de Walt Disney, dont Mickey Mouse et Pluto, bouleversant ainsi de façon irréversible la trame narrative. En novembre 1970, le Chronicle le remercia et ne tenta même pas de faire poursuivre le strip par quelqu'un d'autre. Et enfin en 1972, puisque Walt Disney les attaquait en justice pour être les propriétaires d'Odd Botkins, le Chronicle abandonna finalement à O'Brien le droit de ses propres images.

### Air Pirateset le procès Disney
O'Neill se rêvait nabab du comix et voulait soutenir d'autres jeunes artistes, réunis dans un collectif, Air Pirates (« pirates de l'air »), qui inclut notamment Bobby London, Gary Hallgren, Shary Flenniken et Ted Richards.
Leurs deux premières publications comportaient, comme dans Odd Botkins, des personnages phares de la Walt Disney Company. Celle-ci les attaqua donc en justice. O'Neill en fit un cheval de bataille et lança avec Ted Richards une campagne signée du nom d'une organisation imaginaire, le Mouse Liberation Front (« front de libération des souris »). La bataille fut longue et très médiatisée.
En pied de nez, des années plus tard, O'neill poursuivit Disney en prétextant que Disney s'était inspiré d'une de ses créations pour réaliser le long métrage Qui veut la peau de Roger Rabbit (1989) volé. Selon lui, c'est Roger le lapin, un de ses personnages dealer, apparu dans quelques pages du fanzine The Realist et réédité dans La tortue et le lièvre, qui aurait inspiré le personnage principal du film.

### Autres travaux
En plein milieu du procès Disney, O'Neill se rendit en Irlande et à Wounded Knee, dans le Dakota du Sud, et y créa le Penny-Ante Republican, un 4 pages imprimé sur une feuille volante pliée, vendu pour un cent. Il y raconte ses expériences avec l'IRA et le American Indian Movement. Pour ce travail, le 11e congrès des cartoonistes et animateurs lui décerna le Yellow Kid Awards de 1976.
Plus tard O'Neill livra une petite série très colorée au National Lampoon: les aventures de Snatcher, le bat-hamburger. Il les livra également en strip hebdomadaire de 1980 à 1985 au Chronicle. Snatcher fut ensuite compilé dans Comics Revue.

## Prix
- 1975 :  Prix Yellow-Kid de l'auteur étranger, pour l'ensemble de son œuvre